# Temple d'Antoní i Faustina
El temple d'Antoní i Faustina és l'edifici millor conservat del Fòrum Romà. S'obre a la Via Sacra, a l'est de la basílica Emília i el temple del Diví Ròmul, enfront de la Règia. Consta d'un naos construït en blocs de tova volcànica, en origen revestida de marbre viat, un pronaos de sis columnes d'ordre corinti al front i d'altres dues en cada línia lateral, d'una alçada d'uns disset metres. El fris presenta una decoració de grifons enfrontats i motius vegetals.

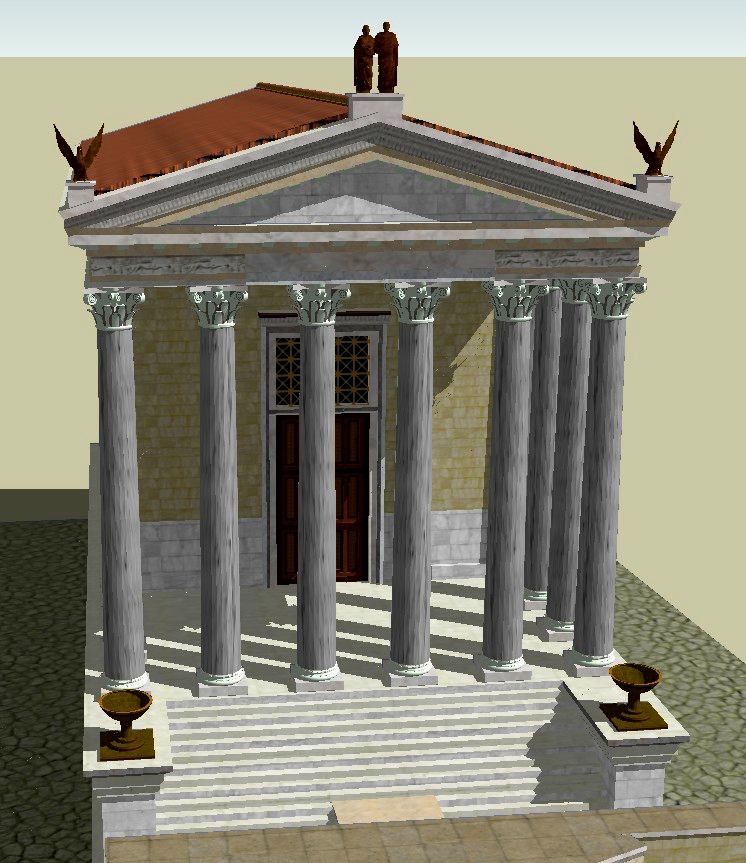
Reconstrucció del temple

Aquest temple, encara que de petites dimensions, és d'un gran interès per l'estat de conservació, simplicitat, severitat i puresa de l'estil. És una construcció d'una perfecció rara vegada en els monuments d'aquesta època. L'estil és corinti pròstil i hexàstil. Les columnes, d'una bella proporció, presenten els capitells tallats en marbre blanc, així com les bases que uneixen senzillesa i bellesa. L'entaulament és un dels més senzills de l'ordre corinti i no porta permòdols. El fris, executat d'una manera admirable, està compost de grifons, canelobres i d'altres variades decoracions. Aquest temple és un dels tipus més bells d'arquitectura coríntia. Descansa sobre un estilobat, disposició que es troba en els temples primitius i que va ser en general adoptada des del temps de Domicià.
La construcció era un encàrrec d'Antoní Pius a la mort de la seva esposa Faustina la Major l'any 141. L'emperador sovint deia que hauria preferit viure amb ella al desert que sense ella al palau. Pocs anys més tard, el 161, mor l'emperador i el Senat, en divinitzar-lo, consagra el temple a la parella imperial. Durant el segle xi es va transformar en l'església de San Lorenzo in Miranda.